# Jacques Jomard
Pour les articles homonymes, voir Jomard.
Jacques Jomard, né à Lyon le 27 janvier 1768 et mort dans la même ville le 21 janvier 1817, est un général français de la Révolution et de l’Empire et un éphémère député du Rhône.

## Carrière militaire
Engagé dans la gendarmerie de Lunéville le 12 décembre 1784, il quitte ce corps à sa dissolution en 1788. Passé par la Garde Nationale de Paris en juillet 1789, il intègre le 8e régiment de hussards comme lieutenant le 29 octobre 1792. 
Capitaine adjoint aux adjudants-généraux le 13 janvier 1793, il est nommé adjudant-général chef de brigade le 26 octobre de la même année. Lorsque le ministre de la Guerre Jean-Baptiste Bouchotte veut le nommer général de brigade ,il refuse cette promotion. Passé dans les chasseurs à cheval, il combat en Vendée puis dans les Pyrénées orientales avant de passer à l'armée des Alpes et à celle d'Italie.
Promu général de brigade le 29 août 1803, il est chef d'état-major du 2e corps d'armée du maréchal Marmont. Il est fait chevalier de la Légion d'honneur le 11 décembre 1803, et commandeur de l'ordre le 14 juin 1804.
Il est admis à la retraite le 15 novembre 1807.

## Carrière politique
Lors des Cent-Jours, Jacques Jomard est élu député par le département du Rhône. Il ne brigue aucune autre charge par la suite et meurt le 21 janvier 1817.